# Inderin, von einem Tiger zerrissen

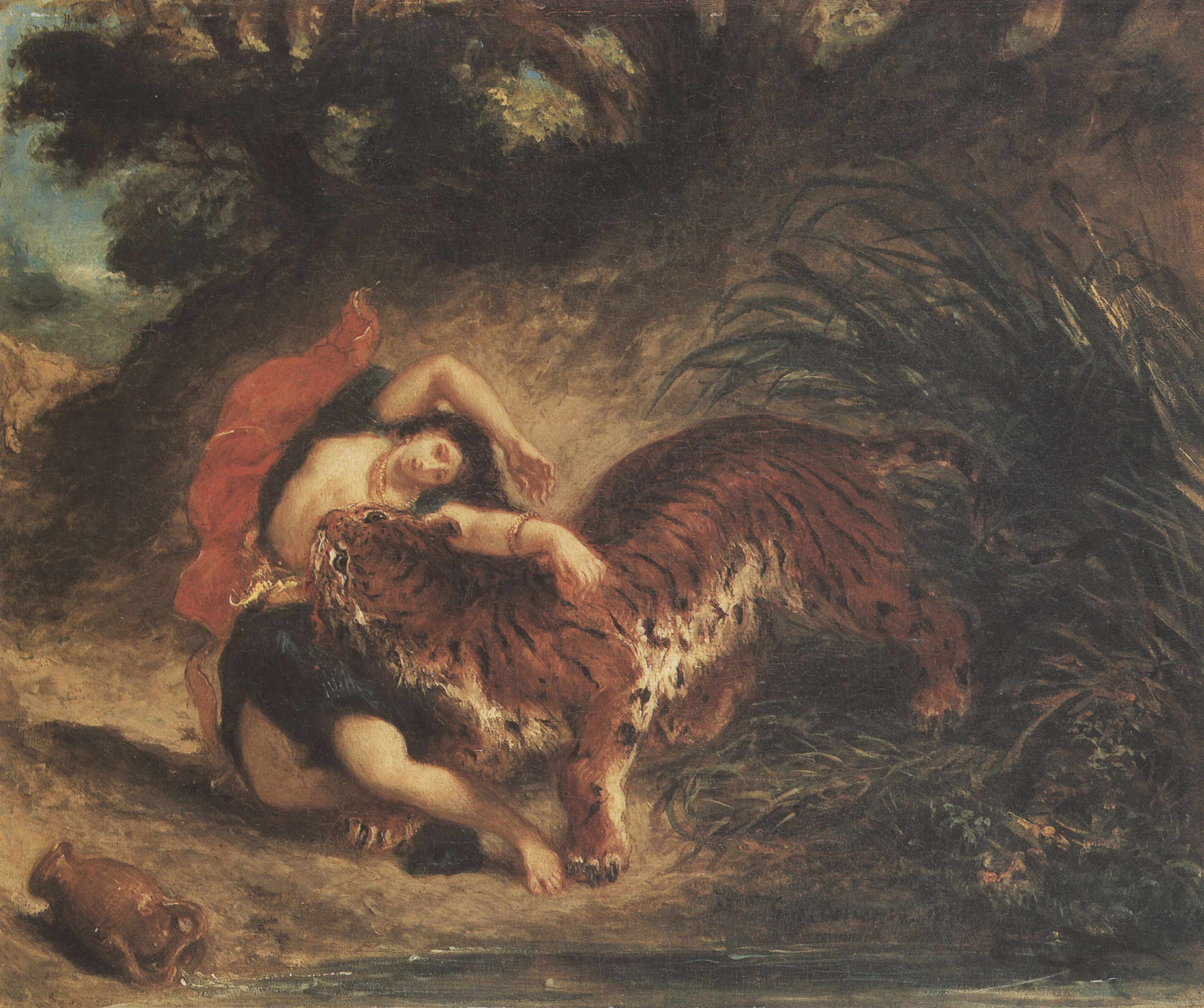

Das Bild Inderin, von einem Tiger zerrissen (französisch Indienne mordue par un tigre) wurde im Jahr 1856 von Eugène Delacroix mit Öl auf Leinwand gemalt und hat die Außenmaße 51 cm × 61 cm. Es wurde 1964 von der Staatsgalerie Stuttgart erworben.

## Darstellung
Im Mittelpunkt einer kleinen Lichtung ist eine schwarzhaarige Frau dargestellt, mit eigentlich europäisch anmutendem Teint, die von einem Tiger angefallen wird. Man erblickt die kleine Szene wie aus einem Boot, das auf dem dargestellten See nahe dem Ufer ankert. Die Frau trägt ein blaues, dunkles Kleid und einen tiefroten Umhang, der von ihren Schultern hinfort wallt. Im Vordergrund sieht man einen kleinen See mit großem Schilfbusch (unten rechts). In der linken unteren Ecke liegt eine mittelgroße, braune Ton-Amphore, deren Inhalt, Wasser, ausläuft. Sie scheint der Frau zu gehören. Im Hintergrund führt ein erdiger Weg von der Szene weg in eine undefinierbare Gegend. Es könnte sich um das Meer handeln (es ist blau) und den Mond, was jedoch nicht in Betracht kommt, da die dargestellte Szene tageshell ist und eindeutiger Schattenwurf zu sehen ist. Im rechten Bereich des Weges ist auf einem Erdwall eine Böschung mit ein paar Bäumen zu erkennen. Von den Bäumen sieht man nur die Schattenseite. Sie wirken deshalb sehr dunkel. Der Tiger, der sehr lang wirkt und ein äußerst dunkles Fell hat, hat sich in den Brustkorb der Frau verbissen. Dabei ist sein Kopf unmöglich verdreht und auch von den Proportionen äußerst unanatomisch. Die Frau verhält sich ebenso ungewöhnlich. Sie sinkt tragisch, sich ergebend in sich zusammen, wirft beide Arme in die Richtung des Tigerleibes und zeigt dabei keinen starken Ausdruck einer Gefühlsregung in ihrem Gesicht. Auch ihre Lippen wirken nicht, als würden sie einen Schrei ausstoßen.

## Analyse
Der Blick richtet sich zuerst auf die beiden Hauptdarsteller des Bildes, d. h. auf die Frau und den Tiger, auf das Zentrum des Bildes. Zieht man ein Fadenkreuz durch das Bild, welches der Maler jedoch nicht beim Malen benutzte, ist die Frau genau zwischen den beiden linken Teilen zu sehen. Der Tiger streift alle Viertel mit seinem Körper. Auch der Rest des Bildes wurde deutlich nicht nach einer geometrischen Vorlage komponiert. Gerade Linien sind in diesem Bild absolut nicht bestimmend. Vielmehr ist die nach unten geöffnete Parabel bedeutsam, die den See umrandet, und das Oval, das sich um die Frau und den Tiger legt. Auch sonst sind vorwiegend geschwungene, betont unruhige Linien zu finden. 
Das Bild ist aufgeteilt in mehrere Schatten- und Lichtflächen. Das Ende des Weges liegt im Licht. Die Bäume auf dem Erdwall sind eine große Schattenfläche, wodurch die Frau und der Tiger stärker sichtbar werden. Der See liegt wieder im  Schatten, genauso wie das Schilf. Das gesamte Bild wird von einem braunen Kolorit bestimmt, so gehen die Flächen ohne allzu harte Übergange ineinander über. Die stärksten Kontraste liefert die Kleidung der Frau. 
Das Bild ist insgesamt unruhig, wie bereits dem Titel zu entnehmen ist, was durch den leicht „geschmierten“ Farbauftrag zusätzlich betont wird.
Inspiriert wurde das Bild mit seinem exotischen Motiv von einer Reise, die Delacroix 1832 nach Marokko, Algerien und Spanien unternahm. 